# Carl-Axel Heiknert
Carl-Axel Erik Heiknert, född 10 september 1924 i Värnamo, Jönköpings län, död 12 oktober 1981 i Stockholm, var en svensk skådespelare, regissör och teaterchef.

## Biografi
Carl-Axel Heiknert var son till Erik Hjalmar Johansson och dennes hustru Hevi, född Nilsson. Efter studentexamen i Jönköping studerade han vid Lunds universitet 1945–1946, men avbröt studierna för att söka till Dramatens elevskola, där han dock inte kom in. Istället studerade han vid Gösta Terserus teaterskola 1946–1947. År 1947 grundade han teatern Studio Elddonet i Stockholm.
År 1948 engagerades Heiknert vid Wasa Teater i Vasa i Finland, där han var konstnärlig ledare 1948–1950 och 1951–1952. Åren 1950–1951 var han konstnärlig rådgivare vid Arvid Englinds teaterförlag och 1952–1954 var han vice VD där. Han var chef för Folkets Hus-teatern i Göteborg 1954–1957 och för Uppsala stadsteater 1957–1961. Därefter återvände han till Finland och Svenska Teatern i Helsingfors, där han var anställd mellan 1962 och 1965. Åren 1965–1968 var han chef för Åbo svenska teater, innan han gick tillbaka till Svenska Teatern, där han blev kvar till 1973. Under 1970-talets senare del var han som frilans verksam i Finland, innan han 1979 flyttade tillbaka till Sverige och Dramaten, där han var verksam till sin död. Han spelade samtidigt även vid TV-teatern.
Heiknert var gift två gånger, först med skådespelaren Lili Landre (1926–1993) och sedan, från 1966 till sin död, med skådespelaren Christina Indrenius-Zalewski (född 1938).
Heiknert hade ett grovhugget ansikte och en allvarlig utstrålning och fick därför ofta spela obehagliga roller, till exempel som hantlangare i Gangsterfilmen (1974) och som polismannen Palmon Harald Hult i Bo Widerbergs Mannen på taket (1976).

## Filmografi
- 1950 – Loffe blir polis
- 1970 – Som fisken i vattnet
- 1974 – Gangsterfilmen
- 1976 – Mannen på taket
- 1976 – Mina drömmars stad
- 1977 – Hempas bar
- 1977 – Hemåt i natten
- 1977 – Landet som icke är
- 1977 – Sex dagar i Bengt Anderssons liv
- 1978 – Poeten och hans musa
- 1978 – Män kan inte våldtas
- 1978 – Bomsalva
- 1978 – Lyftet
- 1979 – Den nya människan
- 1980 – Sinkadus (TV-serie)
- 1980 – Mördare! Mördare!
- 1980 – Lämna mej inte ensam
- 1980 – Flygnivå 450
- 1981 – Sista budet
- 1981 – Stängda dörrar
- 1982 – Avskedet
- 1982 – Ringlek (TV-serie)
- 1982 – Dubbelsvindlarna (TV-serie)

## Teater

### Roller (ej komplett)
| År   | Roll          | Produktion               | Regi             | Teater           |
| ---- | ------------- | ------------------------ | ---------------- | ---------------- |
| 1956 | Nicky Holroyd | Häxlek John Van Druten   | Per-Axel Branner | Lisebergsteatern |
| 1979 | Stalin        | Kollontaj Agneta Pleijel | Alf Sjöberg      | Dramaten         |
| 1980 | Chrysalde     | Hustruskolan Molière     | Alf Sjöberg      | Dramaten         |

### Regi
| År   | Produktion | Upphovsmän         | Teater          |
| ---- | ---------- | ------------------ | --------------- |
| 1948 | Hamnen     | Carl-Axel Heiknert | Studio Elddonet |